# دهستان چشمه لنگان
دهستان چشمه لنگان نام دهستانی در بخش مرکزی شهرستان فریدون‌شهر، استان اصفهان در ایران است. براساس سرشماری مرکز آمار ایران در سال ۱۳۸۵، جمعیت آن ۳۰۳۱ نفر (۷۰۵ خانوار) بوده‌است.
مردم این دهستان تشکیل شده از طوایف بختیاری هستند